# Calliandra rhodocephala
Calliandra rhodocephala är en ärtväxtart som beskrevs av John Donnell Smith. Calliandra rhodocephala ingår i släktet Calliandra och familjen ärtväxter. Inga underarter finns listade i Catalogue of Life.